# Philodendron barrosoanum
Philodendron barrosoanum är en kallaväxtart som beskrevs av George Sydney Bunting. Philodendron barrosoanum ingår i släktet Philodendron och familjen kallaväxter. Inga underarter finns listade.